# Technocentre Renault
Cet article possède un paronyme, voir Technicentre.
Le Technocentre Renault est un centre de recherche où sont conçues les futures voitures du groupe Renault. Le site, inauguré en 1998, se trouve à Guyancourt dans les Yvelines à environ 30 km à l'ouest de Paris, et emploie 9 438 personnes en 2014 – y compris les prestataires, sous-traitants et filiales de Renault. Il s'agit du plus grand centre de recherche et développement de France. 

## Présentation du site
Le Technocentre est partiellement implanté sur les anciennes pistes de l'aérodrome Caudron Renault créé en 1930 à Guyancourt et racheté en 1933 par Louis Renault.
Les salariés de l'entreprise Renault travaillant au Technocentre exercent des métiers de l'automobile et des fonctions supports (direction des ressources humaines, direction des achats...) tandis que de très nombreuses activités du site sont sous-traitées à des prestataires extérieurs, notamment la restauration, le nettoyage, la maintenance, l'accueil, la sécurité, la gestion du parc de véhicules, l'ingénierie informatique et électronique, etc.
Le site a été conçu pour regrouper tous les acteurs de la conception d'un nouveau modèle de voiture. Renault évite ainsi un investissement de 200 000 euros[réf. nécessaire] dû aux déplacements. Le gain de temps pour les concepteurs est appréciable : il leur suffit de prendre un couloir pour rencontrer leurs collègues travaillant sur un autre organe du véhicule, là où avant il fallait prendre la voiture ou même le train.
Le Technocentre est équipé non seulement de 8 restaurants destinés à l'usage des résidents du site et de ses visiteurs, mais encore de salles de conférence, d'une banque, d'une mutuelle, d'un salon de coiffure, d'une boutique vendant les produits dérivés de la marque Renault, d'une école de formation aux métiers logistiques, de l'ingénierie véhicule, etc.
L'atmosphère des lieux est souvent comparée par les visiteurs à celle d'un vaste centre commercial. Les architectes du Technocentre ont optimisé la luminosité et la fonctionnalité des bâtiments. De grandes allées verdoyantes relient les différents blocs, des baies vitrées ouvrent sur l'extérieur. L'architecture intérieure du Technocentre est évolutive : les bureaux sont ouverts (open space) et peuvent être reconfigurés en fonction de l'organisation des équipes.

## Histoire
Le Technocentre Renault est implanté sur une partie des anciennes pistes de l'ancien aérodrome « Caudron-Renault » qui a été fermé en 1989, permettant ainsi l'implantation du Technocentre. 
En 2024, le bâtiment Le Gradient est prévu d'être détruit après la diminution des effectifs des employés sur le site et l'échec de la mise en vente du bâtiment,

## Bâtiments du Technocentre
- L'Avancée, côté nord, qui regroupe toutes les activités d'avant-projet : recherche et développement, design, etc. On y trouve également la logistique et le service médical.
- La Ruche au centre du complexe, où tous les projets véhicules sont menés.
- Le Proto, centre de fabrication de prototypes.
- Le Labo, où l'on s'applique à l'étude des matériaux et des procédés chimiques.
- Le Diapason, pour tout ce qui concerne la qualité des produits.
- Pluton, pour l'informatique.
- Astéria, où sont implantées les sociétés prestataires en ingénierie (Serma Ingenierie, etc.)
- Le Gradient, qui regroupe les autres activités du Technocentre (commerces, après-ventes…).
- Le Botanique, espace de travail des collaborateurs .

### Les architectes du projet
Le Technocentre Renault a été réalisé par plusieurs grands architectes français : 
- Denis Valode et Jean Pistre ont construit, en 1996, la Ruche, qui est le cœur du Technocentre Renault ;
- Philippe Chaix et Jean-Paul Morel ont réalisé deux bâtiments : le Botanique et l'Avancée ;
- Jacques Ferrier a réalisé le Diapason ;
- Jérôme Brunet et Éric Saunier ont réalisé le Labo ;
- Hélène Fricourt a réalisé l'autoservice ;
- Jean-Paul Hamonic, le centre de réalisation des prototypes (Proto) et le comité d'entreprise ;
- Jean-François Schmit, l'ensemble logistique[6] ;
- Jean-Baptiste Lacoudre a réalisé le transfert et la centrale.

L'entrée principale des visiteurs du Technocentre Renault se situe place Georges-Besse. La municipalité de Guyancourt, en concertation avec la société Renault, a ainsi rendu hommage à l'ancien directeur de Renault Georges Besse, assassiné le 17 novembre 1986 par le groupe Action directe.

### Quelques chiffres
- 5,5 milliards de francs d'investissement[7]
- 900 salles de réunions
- 12 000 employés
- 100 000 arbres ont été plantés pour remplacer ceux qui avaient été abattus lors de la construction
- 150 hectares de terrain
- 410 000 m2 de surface de plancher
- 11 000 ordinateurs
- 170 serveurs
- 2 000 stations de CAO
- 4 murs d'images virtuelles à l'échelle 1:1
- 1,5 kilomètre de passerelles et d'allées couvertes
- 7 restaurants[8]
- 19 réfectoires
- 1 banque et 2 distributeurs de billet
- 2 sandwicheries
- 1 salon de coiffure

## Les voitures conçues au Technocentre
La première voiture entièrement conçue au Technocentre est la Laguna II, suivie de Espace IV, Vel Satis, Mégane III, Scénic II, Modus, Clio III…
La majorité des voitures conçues  au Technocentre sont pour particuliers mais il y a des exceptions ; les véhicules utilitaires légers (VUL)  sont en grande partie conçus à Villiers-Saint-Frédéric (Ingénierie division véhicules utilitaires légers, iDVUL).

## Centres de recherche et développement dans le monde

### Roumanie
Renault a créé en 2006, le centre d’ingénierie Renault Technologie Roumanie (RTR), et le bureau de style, Renault Design Central Europe (RDCE) à Bucarest en 2007, un équivalent du Technocentre en Roumanie, pour le développement de la Logan. Et il existe aussi en Roumanie, un centre mondial de recherches pour les boîtes de vitesses et un centre d'essai de neuf pistes, et d'une centaine de bancs d'essai depuis 2010.

### Inde
Renault a annoncé la transformation de son observatoire de tendance en Renault Design India, à Mumbai en 2008, pour participer, avec le Renault Nissan Technical Business Center India (RNTBCI) de Chennai à l'étude d'un futur véhicule à vendre à 3 000 euros,.

### Corée du Sud
Renault Samsung Motors comprend un centre technique Renault Samsung Technical Center et un centre de design, le Creative Center, tous les deux basés à Siheung. Ils sont dédiés à la conception des modèles Samsung Motors, dont certains sont exportés en France sous la marque Renault : Koleos (Samsung QM5), Fluence (Samsung SM3) et Latitude (Samsung SM5).

### Brésil
Pour la conception de modèles spécifiques à l'Amérique du Sud, il existe au Brésil le RTA (Renault Technologie Amérique). Il est implanté à Curitiba, le centre de design, Renault Design Amérique Latine a été inauguré à São Paulo, en 2008.

## Suicides au technocentre de Guyancourt
Dans la deuxième partie des années 2000, plusieurs suicides ont eu lieu dans différents sites de l'entreprise, notamment au Technocentre Renault de Guyancourt. À la suite d'un premier suicide en 2006 sur ce technocentre, trois autres suicides ont suivi, dont deux sur le lieu de travail. L’expertise de la société a été confiée au cabinet Technologia pour enquêter sur les risques psychosociaux. S'ensuit la mise en place d'un questionnaire auquel 6 000 salariés ont répondu. Les résultats indiquaient que plus de 30 % d'entre eux était en situation de tension au travail. Après la publication de ce rapport, la direction décide de mener des actions sur ce sujet,. En 2012, la cour d'appel de Versailles a reconnu la « faute inexcusable » du groupe Renault dans le cas de 2006, le premier suicide.